# 一尾圭吾
一尾 圭吾（いちお けいご、1949年〈昭和24年〉- ）は、日本の水彩画師。

## 来歴
茨城県水戸市出身。
彼の水彩画は、自然や風景を題材にした作品で広く知られており、地域の文化活動にも積極的に参加している。
経歴の詳細は不明であるが、長年にわたり、独自のスタイルを確立し、多くの愛好者に支持されている。